# ブーブリク
ブーブリク、または、ブーブリック（ロシア語: бублик, ウクライナ語: бублик）は、東ヨーロッパの伝統的なリング状のパン。複数形ではブーブリキ(ロシア語: бублики)とも呼ばれる。 

## 概要
リング状に成形されたパンで、やや硬く甘さは控えめのパン。焼く前に熱湯で茹でて調理する。
起源はベーグルで、19世紀の初めに東欧に伝わってブーブリクになった。名称は古いスラヴ語で「泡」を意味する「ブーブル」から来たと言われている。
ロシアでは人気のパンで、朝食やティータイムで食べられている。

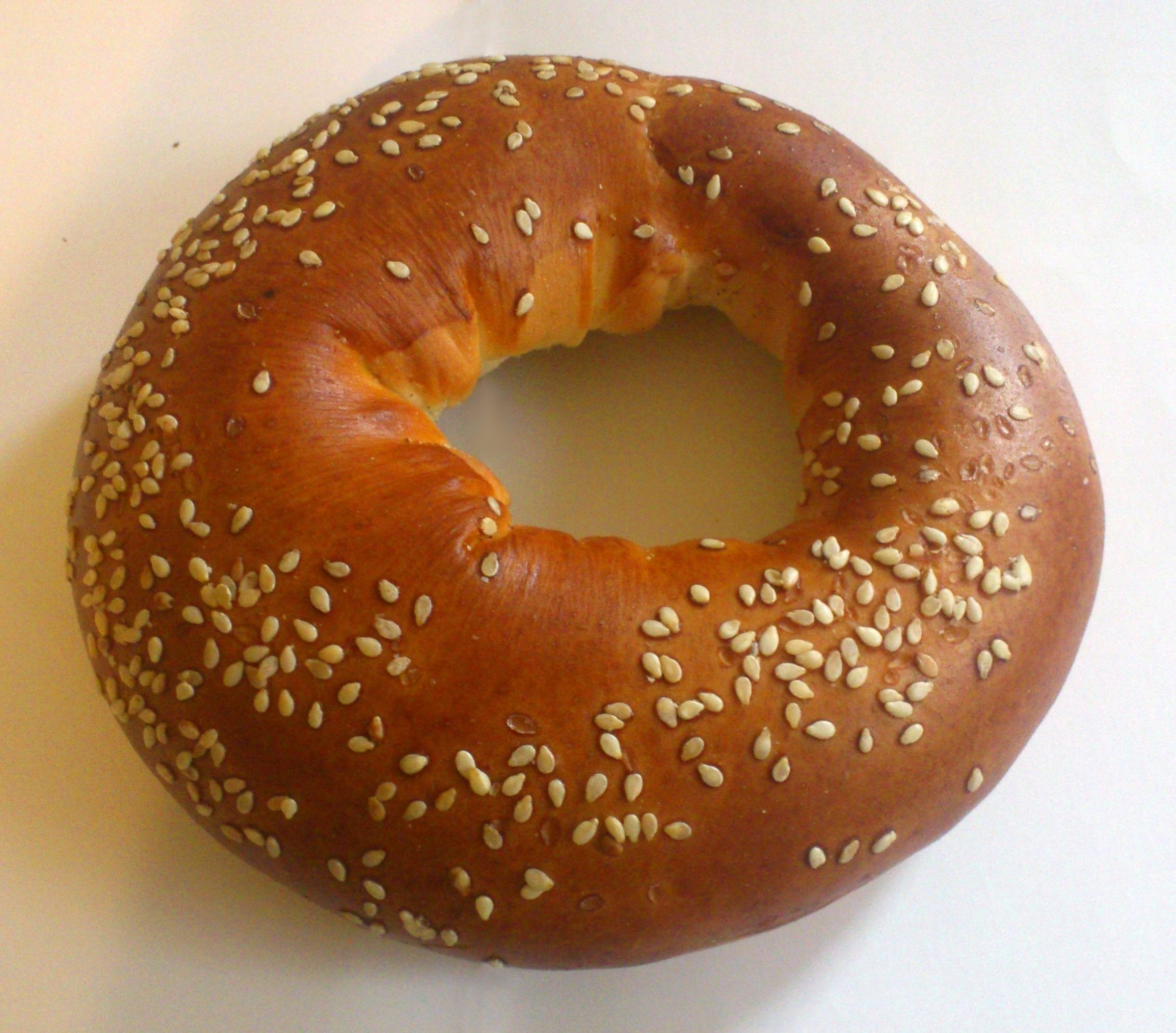
ゴマをトッピングしたウクライナのブーブリク
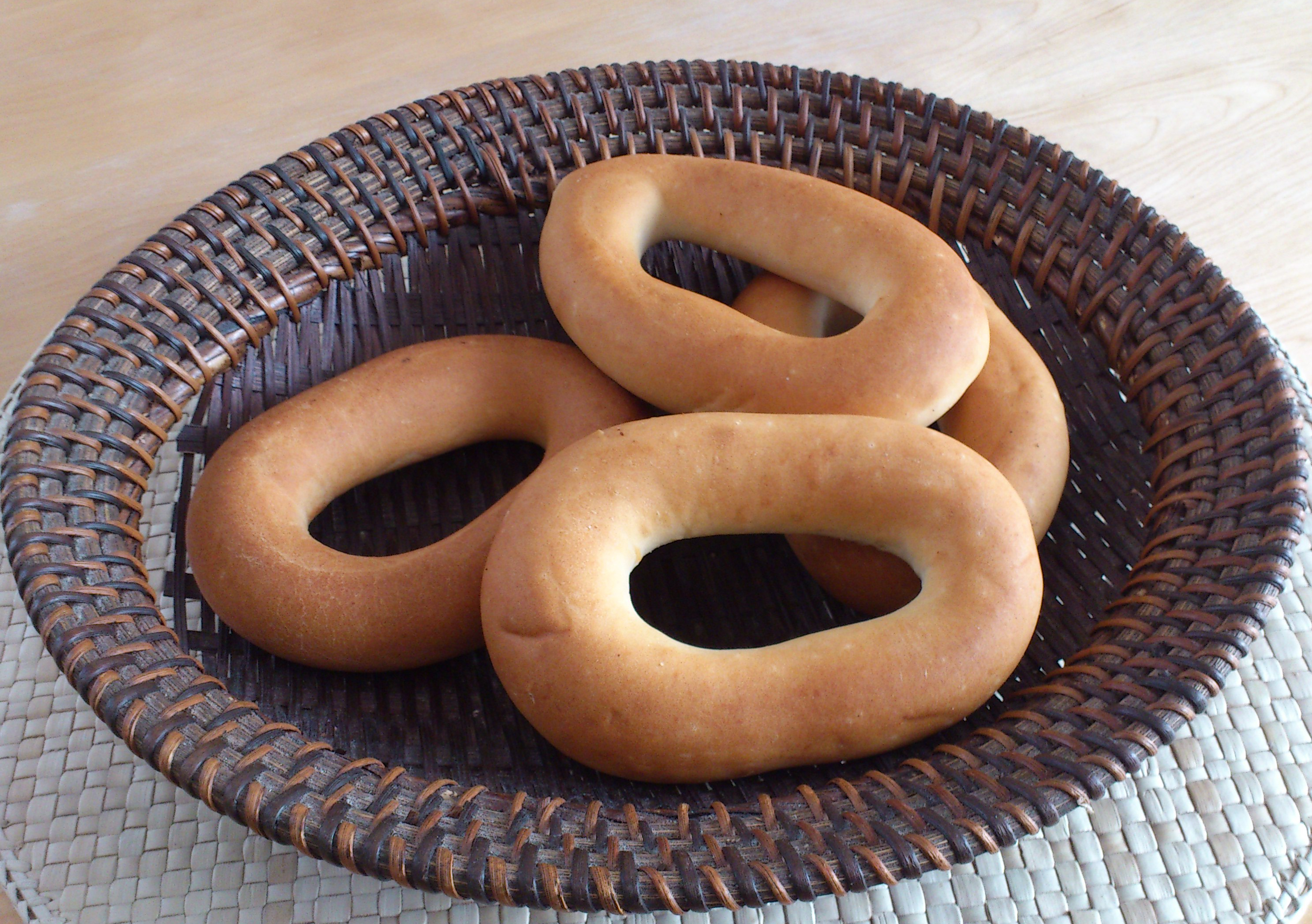
ロシアのバランカ